# デイヴィッド・トムソン
第3代フリートのトムソン男爵デイヴィッド・トムソン（David Thomson, 3rd Baron Thomson of Fleet, 1957年6月12日 - ）は、カナダの実業家。世界屈指の規模を持つ情報関連企業トムソン社を実の父たる第2代フリートのトムソン男爵ケネスから引継ぎ、同社の会長を2002年から務めている。
カナダ一の富豪であり、『フォーブス』の発表による世界長者番付の2006年度版の結果において、世界で9番目の富豪に選ばれている。
フリートのトムソン男爵の爵位は祖父のロイの代からのもので、父ケネスの死にともなって2006年6月12日にこれを継承した。オンタリオ美術館のパトロンでもある（父のケネスもそうであった）。
2006年以来、弟のピーターと共にトムソン家の資産運用会社ウッドブリッジカンパニーの共同会長を務め、また、同社とは別に個人の不動産会社としてオスミントン社を所有する。